# 天皇 (电影)
《天皇》（英語：Emperor）是一部2012年由美国和日本的製片公司聯合製作的电影；由彼得·韦柏执导，马修·福克斯、汤米·李·琼斯主演。劇情探討昭和天皇於日本挑起第二次世界大戰、戰敗投降等關鍵決策中扮演的角色，及其應負的戰爭責任。

## 角色列表
| 演員         | 角色              | 介紹                                                     |
| ------------ | ----------------- | -------------------------------------------------------- |
| 马修·福克斯  | 邦纳·費勒斯       | 美国陆军一星准將，奉命調查天皇的戰爭責任                 |
| 湯米·李·瓊斯 | 道格拉斯·麦克阿瑟 | 美軍五星上將，駐日盟軍總司令                             |
| 初音映莉子   | 島田綾            | 費勒斯將軍的日本女友                                     |
| 西田敏行     | 鹿島              | 前日軍少将，島田綾的舅舅                                 |
| 羽田昌義     | 高橋              | 費勒斯將軍的口譯兼司機                                   |
| 片岡孝太郎   | 昭和天皇          | 第二次世界大战期間在位的天皇，戰後被盟軍列為潛在起訴對象 |
| 伊武雅刀     | 木戶幸一          | 內大臣，於投降兵變中保全了《终战诏书》                   |
| 夏八木勳     | 關屋貞三郎        | 宫内省次官暨樞密顧問官                                   |
| 中村雅俊     | 近衛文麿          | 前日本首相，於太平洋战争爆發前遭到撤換                   |
| 火野正平     | 东条英机          | 戰時日本首相，被列為甲级战犯逮捕                         |
| 桃井薰       | 鹿島夫人          | 島田綾的舅媽                                             |

## 製作
片中大部分的場景是在新西兰奧克蘭都會區一帶拍攝，日本皇居外景則是在東京都千代田區實地取景。
製片人奈良橋陽子是關屋貞三郎的外孫女。

## 營收
本片於2012年多倫多國際影展首映。2013年3月起在美國商業放映，至同年6月止票房收入為330多百萬美元。

## 影評
本片出現若干歷史錯誤，較明顯的是片頭稱1945年8月6日美國用原子彈轟炸長崎，但當天被轟炸的城市是廣島。另外，許多影評對本片杜撰費勒准將因與日本女友愛情而開脫昭和，此一情節被評價為過度的浪漫化渲染。影評網站爛番茄在91篇影評中，得到正面綜合評價32%。